# Deblina Sarkar
Deblina Sarkar es una científica e inventora india. Es profesora asistente en el Instituto Tecnológico de Massachusetts (MIT) y profesora de la Cátedra de Desarrollo de Carrera AT&T del MIT Media Lab. Sarkar ha sido reconocida internacionalmente por su invención de un transistor mecánico cuántico ultrafino que se puede escalar a tamaños nanométricos y utilizar en biosensores nanoelectrónicos. Como investigadora principal del Nano Cybernetic Biotrek Lab en el MIT, Sarkar dirige un equipo multidisciplinar de investigadores que tienden puentes entre la nanotecnología y la biología sintética para construir nuevos nanodispositivos y tecnologías de interfaz vida-máquina con los que sondear y mejorar la función biológica.

## Primeros años de vida y carrera académica
Sarkar nació en Calcuta, Bengala Occidental (India), y cursó estudios universitarios de ingeniería eléctrica en el Instituto Indio de Tecnología (Escuela India de Minas) de Dhanbad (India). Durante su licenciatura, centró su investigación en el diseño de dispositivos a nanoescala y la espintrónica, recibiendo reconocimiento internacional por su trabajo. El artículo que publicó exploraba la eficacia de los MOSFET de doble compuerta. Antes de terminar la carrera, pasó un verano como becaria en el laboratorio de Laurens Molenkamp en la Universidad de Wurzburgo (Alemania) investigando sobre espintrónica. Se licenció en 2008 y se trasladó a Estados Unidos para cursar un máster y un doctorado en la Universidad de California en Santa Bárbara (UCSB).En la UCSB, Sarkar se formó en nanoelectrónica bajo la tutela de Kaustav Banerjee, donde fue pionera en técnicas para mejorar la eficiencia energética en nanodispositivos y desarrolló nuevos biosensores con transistores de efecto de campo utilizando disulfuro de molibdeno (MoS2). Tras finalizar su trabajo de doctorado en 2015, Sarkar comenzó su beca posdoctoral en el MIT en el grupo de Neurobiología Sintética. Bajo la tutela de Edward Boyden, Sarkar desarrolló nuevas tecnologías para cartografiar la estructura y la función del cerebro.En 2020, Sarkar se incorporó al cuerpo docente del MIT como Profesora Adjunta y se convirtió en Profesora de la Cátedra de Desarrollo Profesional AT&T en los MIT Media Labs. Sarkar es la investigadora principal de un grupo de investigadores al que ha llamado Nano-Cybernetic Biotrek Lab. Sarkar desglosó el nombre de su grupo para explicar por qué el nombre representa las cuestiones científicas y la aventura a la que se dedican. El "nano" hace referencia al hecho de que el equipo construye dispositivos a nanoescala, cibernético se refiere al uso de la tecnología para controlar sistemas informáticos, biológicos o híbridos, el bio representa la integración de la biología, y "trek" representa la aventura científica en la que se han embarcado.

## Investigaciones e inventos

### Transistor subtérmico de canal atómicamente delgado
Sarkar ha inventado un transistor mecánico-cuántico, denominado túnel-FET de canal semiconductor atómicamente delgado y estratificado (ATLAS-TFET). Este dispositivo supera las limitaciones térmicas fundamentales en potencia de los transistores convencionales y logra una oscilación subumbral subtermiónica gracias al transporte de portadores basado en tunelización mecánica cuántica. El túnel eficiente se consigue gracias a su diseño único de heteroestructura, que consiste en una fuente de germanio dopado, un canal de MoS2 atómicamente fino y una gran área de túnel. Este transistor puede ayudar a resolver los problemas de escalabilidad dimensional y de potencia de las tecnologías de la información. Los esfuerzos de Sarkar por construir este transistor cuántico-mecánico se publicaron en la revista Nature. Nature News and Views destacó este trabajo con el título "El transistor plano desafía el límite".

### Biosensores eléctricos ultrasensibles
Sarkar desarrolló un novedoso biosensor basado en un transistor de efecto de campo con MoS2 que proporciona una alta sensibilidad, 74 veces superior a la del grafeno, pero también facilidad de patronaje y fabricación de dispositivos al tener una estructura de capas atómicas 2D. Su desarrollo es compatible en tejidos biológicos y proporciona una vía novedosa para detectar moléculas individuales, lo que pone de relieve el poder de los materiales MoS2 en la próxima generación de biosensores. Además, Sarkar demostró que las características de activación pronunciada, obtenidas mediante una tecnología novedosa como el tunelado banda a banda, pueden dar lugar a una mejora de rendimiento sin precedentes en comparación con la de los biosensores eléctricos convencionales, con unos 4 órdenes de magnitud más de sensibilidad y un tiempo de detección 10 veces menor. Esto puede abrir nuevas vías para dispositivos médicos portátiles o implantables, así como para aplicaciones en puntos de atención sanitaria.

### Modelo de alta frecuencia de grafeno
Sarkar y su equipo desarrollaron una metodología detallada para evaluar con precisión la impedancia de CC a alta frecuencia de estructuras 2D en capas. Este modelo permite comprender mejor la física de las interconexiones e inductores 2D en el chip y revela por primera vez el efecto piel anómalo en el grafeno. Más allá de los supuestos simplificadores de la ley de Ohm, este modelo tiene en cuenta los efectos de la variación del campo eléctrico dentro del camino libre medio y la dependencia de la corriente del campo eléctrico no local, para captar con precisión el comportamiento a alta frecuencia del grafeno. Se demostró por primera vez que la resistencia a alta frecuencia de las interconexiones de grafeno multicapa dopado con intercalación es inferior a la del Cu y los nanotubos de carbono (CNT). Además, con inductores basados en grafeno se pueden conseguir mejoras de hasta el 32% y el 50% en el factor de calidad en comparación con el cobre y los CNT, respectivamente. Este modelo es fundamental para construir dispositivos de alta frecuencia y radiofrecuencia en tecnologías emergentes como los circuitos integrados "totalmente 2D", que pueden dar lugar a ordenadores flexibles y conformables y a dispositivos protésicos.

### Mapeo a nanoescala del cerebro
Sarkar y su equipo han desarrollado una nueva herramienta llamada microscopía de expansión directa iterada (idExM), que permite a los investigadores acceder ópticamente a estructuras a nanoescala expandiendo los tejidos. Las estructuras celulares, como las sinapsis entre neuronas, están densamente pobladas de moléculas que impiden el acceso de anticuerpos y otras herramientas de etiquetado. Además, las moléculas diana pueden estar más allá de los límites de la difracción, por lo que los microscopios ópticos son incapaces de captar el detalle y la resolución de las unidades biológicas. Para poder visualizar las arquitecturas biológicas a nanoescala y obtener acceso a las estructuras biológicas más densas, Sarkar y su equipo desarrollaron idExM, que consiste en incrustar tejido en hidrogel y utilizar fuerzas mecánicas y electrostáticas para conseguir una expansión lineal de los tejidos de casi 100 veces. Esta tecnología reveló la arquitectura trans-sináptica a nanoescala en el tejido cerebral y la intrincada organización de las placas de amiloide-β asociadas a la enfermedad de Alzheimer.

## Premios y honores
- Premio al alumno distinguido de 2020 como "joven triunfador" del Instituto Indio de Tecnología, Dhanbad[15]
- Premio NIH K99/R00 Pathway to Independence de 2018[15]
- 2018 MIT Technology Review Top 10 Innovator Under 35 from India[15]

## Publicaciones seleccionadas
- Microscopía iterativa de expansión directa. D. Sarkar, A. Wassie, J. Kang, T. Tarr, A. Tang, TA Blanpied, ES Boyden. Sociedad de Neurociencia, 2019.[16]
- Materiales 2D para biosensores basados en FET. D. Sarkar. Fundamentos y aplicaciones de detección de materiales 2D, Ed: CS Rout, DJ Late y Hywel Morgan, Woodhead Publishing Series, Elsevier, 2019[16]
- Glyoxal como alternativa a PFA en inmunotinción y nanoscopia. KN Richter, NH Revelo, KJ Seitz, MS Helm, D. Sarkar et al. . Revista EMBO, 2017.[16]
- Grabación neuronal multiplexada a lo largo de una sola fibra óptica mediante reflectometría óptica. SG Rodriques, AH Marblestone, J. Scholvin, J. Dapello, D. Sarkar, M. Mankin, R. Gao, L. Wood y ES Boyden. Revista de óptica biomédica, vol. 21, núm. 5, págs. 057003, 2016.[16]
- Un transistor de efecto de campo de túnel subtermiónico con un canal atómicamente delgado. Deblina Sarkar, Xuejun Xie, Wei Liu, Wei Cao, Jiahao Kang, Yongji Gong, Stephan Kraemer, Pulickel M. Ajayan y Kaustav Banerjee. Naturaleza (diario), vol. 526, págs. 91–95, 2015.[16]
- Funcionalización de dicalcogenuros de metales de transición con nanopartículas metálicas: Implicaciones para el dopaje y la detección de gases. Deblina Sarkar, Xuejun Xie, Jiahao Kang, Haojun Zhang, Wei Liu, Jose Navarrete, Martin Moskovits y Kaustav Banerjee. Nano Letters, vol. 15, n.º 5, pp. 2852-2862, 2015.[16]
- Transistor de efecto de campo MoS2 para biosensores sin etiquetas de última generación. Deblina Sarkar, Wei Liu, Xuejun Xie, Aaron Anselmo, Samir Mitragotri y Kaustav Banerjee. ACS Nano, vol. 8, núm. 4, págs. 3992–4003, 2014.[16]
- Biosensores basados en transistores de efecto de campo de ionización de impacto para la detección ultrasensible de biomoléculas. Deblina Sarkar, Harald Gossner, Walter Hansch y Kaustav Banerjee. Letras de física aplicada, vol. 102, N° 20, 203110, 2013.[16]
- Propuesta de transistor de efecto de campo de túnel como biosensores ultrasensibles y sin etiquetas. Deblina Sarkar y Kaustav Banerjee. Letras de física aplicada, 100, No. 14, 143108, 2012.[16]
- Corriente de tunelización de banda a banda mejorada asistida por nanopartículas metálicas. Deblina Sarkar y Kaustav Banerjee. Letras de física aplicada, vol. 99, núm. 13, págs. 133116, 26 de septiembre de 2011.[16]
- Comportamiento de alta frecuencia de interconexiones basadas en grafeno: Parte I: Modelado de impedancia. Deblina Sarkar, Chuan Xu, Hong Li y Kaustav Banerjee. Transacciones IEEE en dispositivos de electrones, vol. 58, núm. 3, págs. 843–852, marzo de 2011.[16]
- Un nuevo transistor MOS de ionización por impacto de campo eléctrico mejorado. Deblina Sarkar, Navab Singh y Kaustav Banerjee. Cartas de dispositivos de electrones IEEE, vol. 31, núm. 11, págs. 1175–1177, noviembre de 2010.[16]